# Keikō
Keikō (jap. 景行天皇, けいこうてんのう, Keikō-tennō) (17. godina cara Suinina/13. – 7. dana 11. mjeseca 60. godine cara Keikoua/24. prosinca 130.) bio je 12. japanski car  prema tradicijskom brojanju. Bio je poznat kao Ootarashihikooshirowake no Sumeramikoto, 大足彦忍代別天皇, おおたらしひこおしろわけのすめらみこと).
O nadnevku njegova rođenja ne postoje pouzdani izvori. Konvencijski se uzima da je vladao od 11. dana 7. mjeseca 1. godine cara Keikoua / 24. kolovoza 71. – 7. dana 11. mjeseca 60. godine cara Keikoua/24. prosinca 130.)